# Cirrhilabrus lubbocki
Cirrhilabrus lubbocki är en fiskart som beskrevs av Randall och Carpenter, 1980. Cirrhilabrus lubbocki ingår i släktet Cirrhilabrus och familjen läppfiskar. IUCN kategoriserar arten globalt som livskraftig. Inga underarter finns listade i Catalogue of Life.